# Annunciata
Annunciata is een plaats (frazione) in de Italiaanse gemeente Piancogno.